# Grubenausbau
| |
| Türstockausbau - a – Stempel - b – Kappe - c – (First-)Verzug - d – Tragwerk - e – Fahrung - f – Schienen - g – Wassersaige |

Mit Grubenausbau oder Ausbau bezeichnet man im Bergbau das Absichern und Offenhalten von Räumen unter Tage. Der Begriff bezieht sich zusammenfassend auf alle Verfahren, die zur Abstützung oder Verfestigung des Gesteins (auch Gebirge genannt) führen, das den zu sichernden Hohlraum (Tunnel, Stollen, Kaverne) umgibt.

## Grundlagen

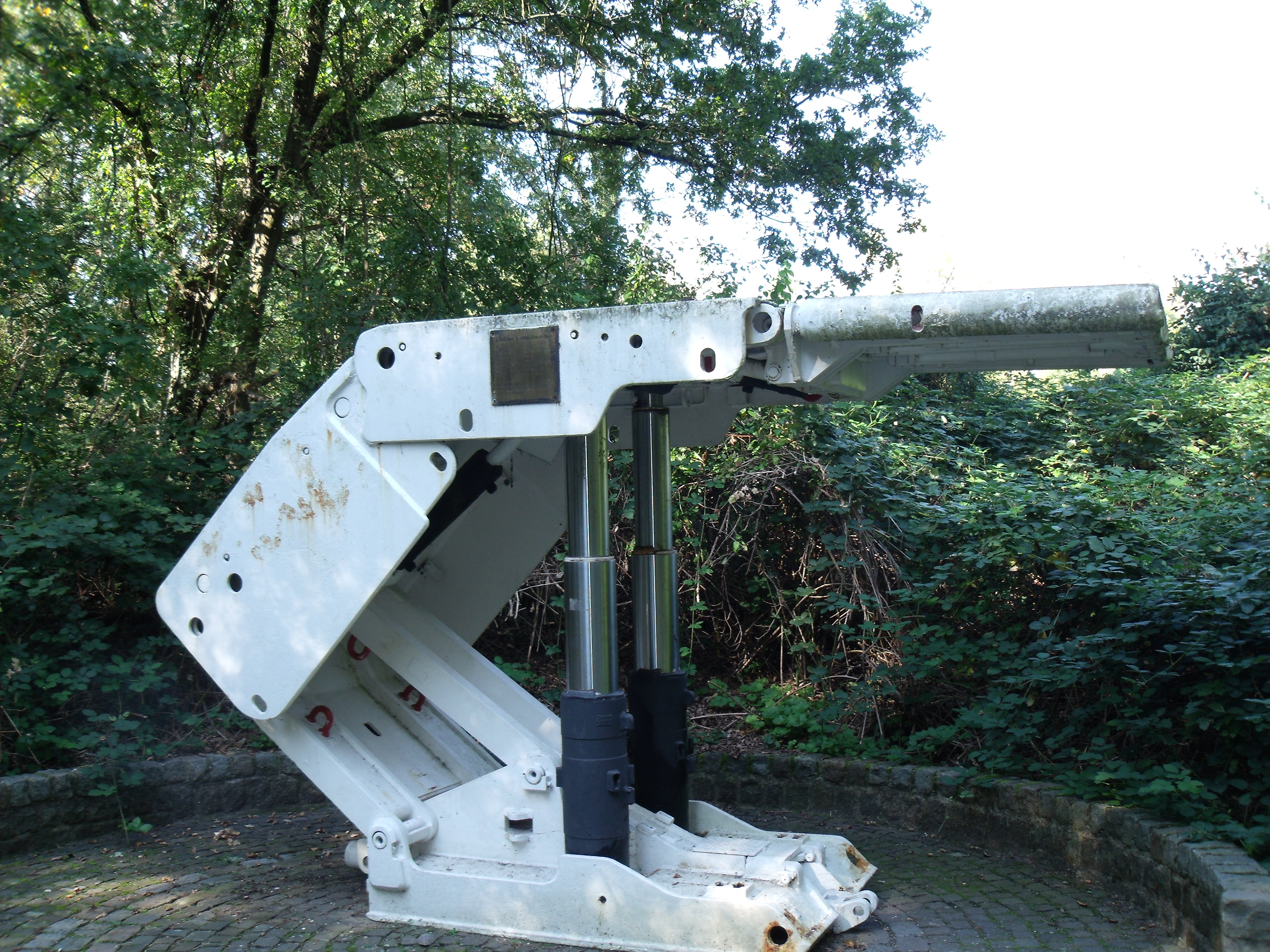
Strebausbau

Nur in wenigen Bereichen des Grubengebäudes kommt man gänzlich ohne Ausbau aus. Oftmals sind die Grubenbaue stark durch Konvergenzen infolge von Abbaueinwirkungen belastet und müssen durch entsprechende Maßnahmen gesichert werden. Grundsätzlich wird der Ausbau so eingebracht, dass das geforderte Lichtraumprofil des Grubenbaues eingehalten wird. Dementsprechend muss beim Streckenvortrieb ein größeres Ausbruchprofil aufgefahren werden. Dies wird notwendig, da um den bergmännischen Hohlraum herum sekundäre Spannungszustände liegen, die das Gestein bzw. das Gebirge mechanisch belasten. Aufgrund des Gebirgsdrucks versucht das Gebirge, den erstellten Hohlraum wieder zu verfüllen. Im Bergbau unterscheidet man zwischen Schachtausbau, Streckenausbau und Strebausbau.

## Aufgaben des Ausbaus
Die Aufgabe des Ausbaus ist es, die Bergleute vor herabfallenden Gesteinsbrocken zu schützen. Außerdem soll der Ausbau bei den ausgebauten Grubenbauen einen Mindestquerschnitt erhalten. Der Querschnitt muss so groß sein, dass die Wetterführung, Fahrung und die Förderung nicht behindert werden. Außerdem soll der Ausbau das Eindringen von Grubenwasser in die Grubenbaue verhindern wie auch das komplette Zusammenstürzen der Grubenbaue. Fernerhin soll durch den Ausbau nach Möglichkeit der Gebirgsdruck nicht nur komplett aufgefangen werden, sondern auch wieder ins Gebirge zurückgeleitet werden.

## Verwendbare Materialien
Als Ausbaumaterialien werden Holz, Steine, Metall und Beton verwendet.

### Holz

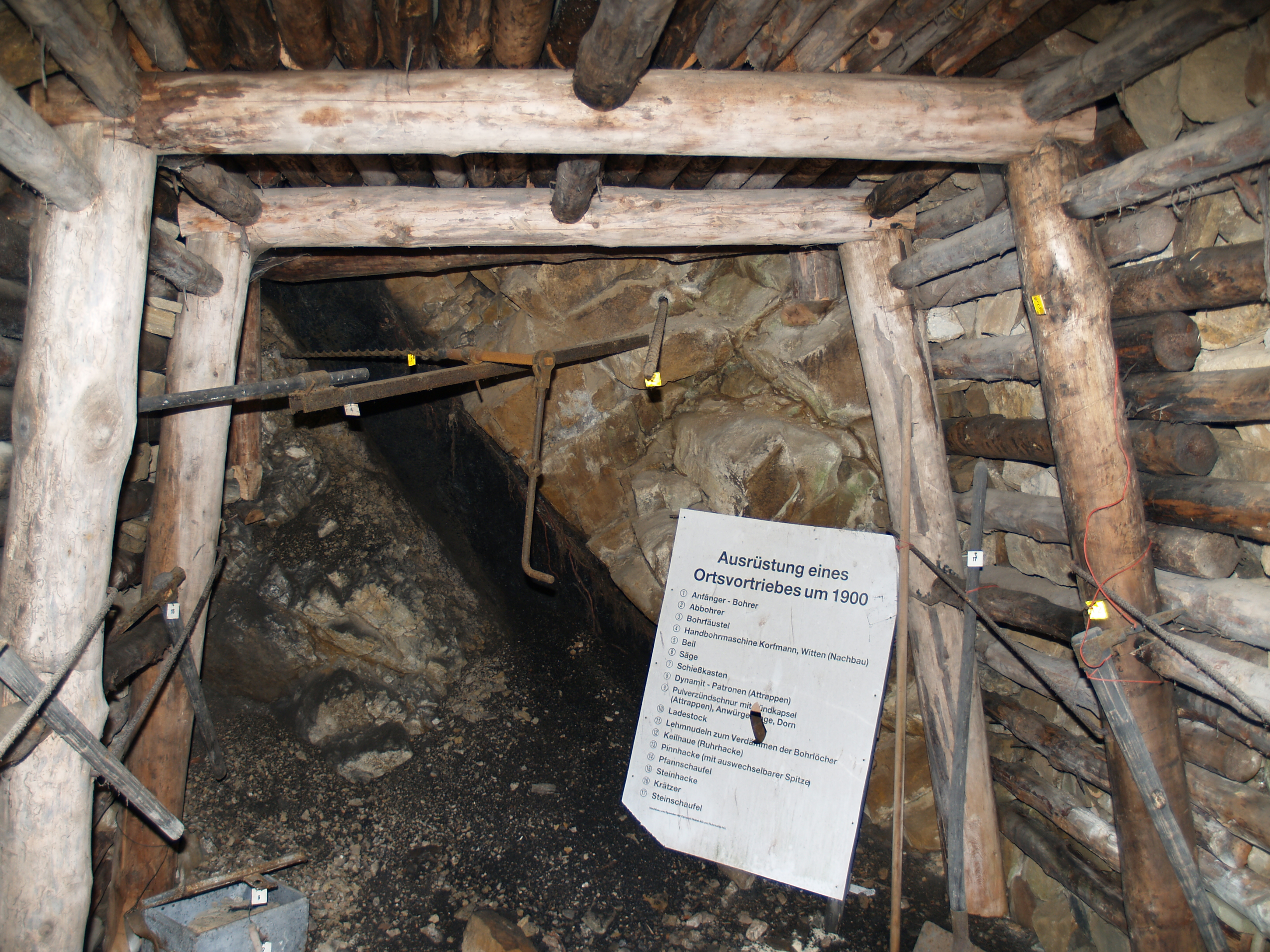
Deutscher Türstock mit Rundholzverzug (Bergbauwanderweg Muttental)

Der Grubenausbau aus Holz wird als Grubenzimmerung bezeichnet. Alle Holzarten eignen sich für die Grubenzimmerung; einige Holzarten haben sich besonders bewährt. Am besten eignen sich harte oder auch harzreiche Hölzer. Das Holz muss eine bestimmte Dicke und Festigkeit haben. Für die Grubenzimmerung gut geeignete Hölzer sind harte Laubhölzer wie Eiche, Buche und Erle oder Nadelhölzer wie Tanne und Fichte. Grubenzimmerung aus Eichenholz ist besonders beständig gegen Feuchtigkeit, hohe Temperaturen und sogenannte stockende Wetter. Damit die Grubenzimmerung beständig gegen Feuchtigkeit und Fäulnisbildung wird, werden die Hölzer über Tage mit Salzlösungen imprägniert. Dabei dringt die Salzlösung in das Holz ein und verdrängt die Holzsäfte. Holz als Ausbaumaterial hat die Vorteile, dass es kostengünstig zu beschaffen und leicht zu bearbeiten ist, außerdem hat Holz gegenüber anderen Ausbaumaterialien ein geringeres Gewicht. Nachteilig beim Holz ist, dass es nach einem Einsatz meistens nicht wieder verwendet werden kann. Auch lässt sich Holz nicht überall einsetzen; es ist brennbar, nicht witterungsbeständig und widersteht nur einer geringen Druckbelastung. Die Lagerhaltungskosten und die Transportkosten sind relativ hoch.

### Steine
Der Grubenausbau mittels gemauerten Steinen wird als Grubenmauerung bezeichnet. Früher wurden zunächst nur die Radstuben der Kunsträder mit einer Grubenmauerung versehen. Dazu wurden die im Abbau hereingewonnenen Gesteinsbrocken passend bearbeitet und verwendet. Aber auch aus über Tage gewonnenen Bruchsteinen oder Ziegelsteinen wurde die Grubenmauerung erstellt. Man unterscheidet bei der Grubenmauerung die trockene und die nasse Mauerung. Bei der trockenen Mauerung wird ohne Bindemittel gemauert, bei der nassen Mauerung wird mit Bindemitteln wie Kalk und Mörtel gearbeitet. Bei der trockenen Mauerung werden Bruchsteine verwendet, bei der nassen Mauerung setzt man Natursteine, Ziegel, Hüttensteine, Kalksandsteine oder Betonformsteine ein.

### Metall

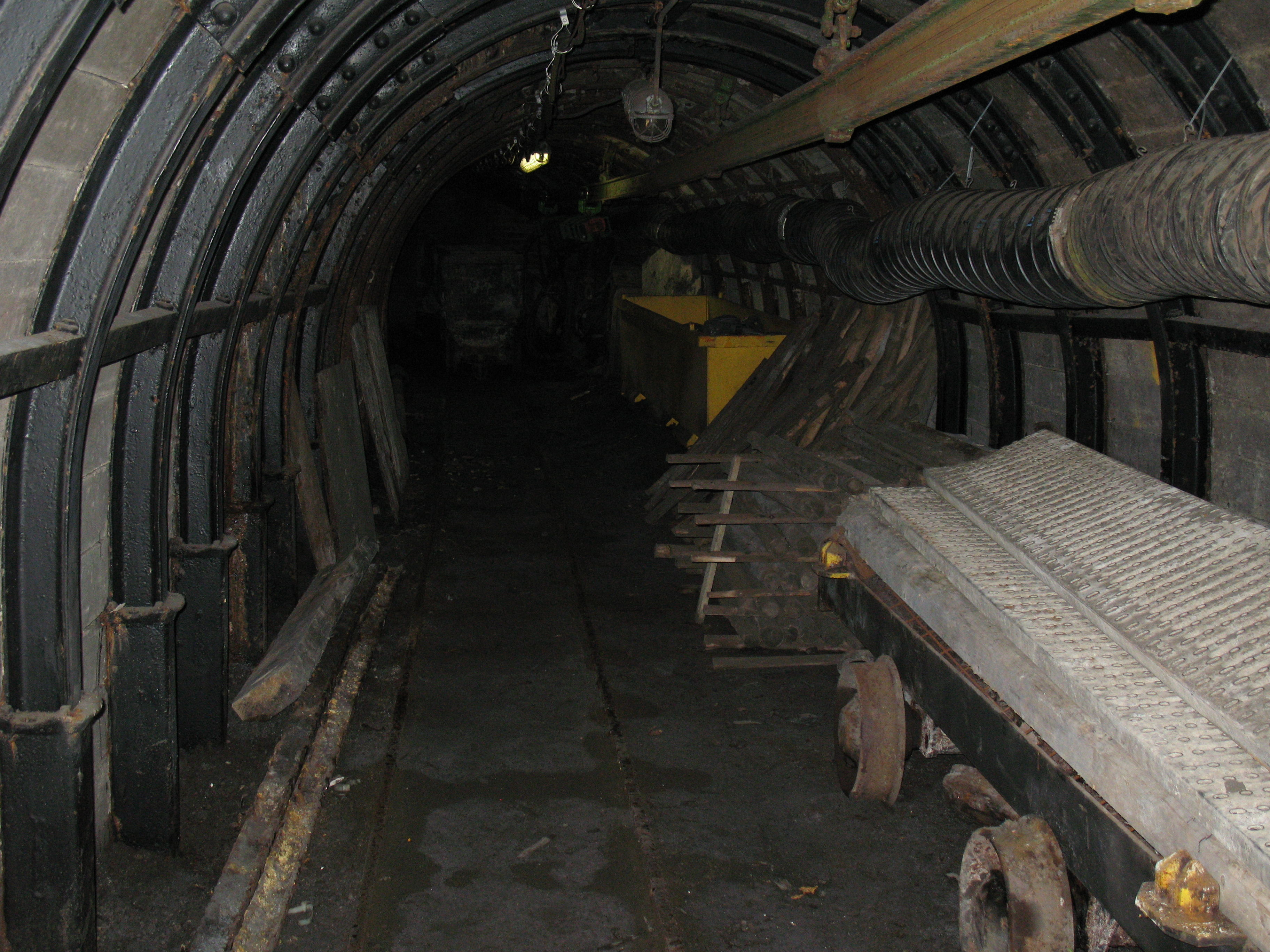
Starrer Ausbau aus Stahl

Der Ausbau aus Metall wurde im Bergbau verstärkt eingesetzt, als das Eisen kostengünstiger zu erwerben war. Eisen wurde zunächst in den Grubenbauen eingesetzt, wo Grubenholz schnell und leicht faulte. Im 19. Jahrhundert wurden Gusseisen und Schmiedeeisen als Ausbaumaterial verwendet. Stempel wurden aus Gusseisen gefertigt und eingesetzt. In der ersten Hälfte des 20. Jahrhunderts wurden auch Stempel aus Leichtmetall eingesetzt. Heute wird für den Grubenausbau aus Metall nur noch Stahl verwendet. Dazu werden speziell geformte Profilteile oder Segmente aus Stahl verwendet (in der nachgiebigen Ausführung: Gleitbogenausbau). Die Stähle, die eingesetzt werden dürfen, müssen genormt sein. Die Vorteile des Ausbaus mit Stahl sind die hohe Druckbelastbarkeit des Stahls und seine Wiederverwertbarkeit. Stahlausbau ist nicht brennbar und lässt sich teilmechanisch einbringen. Nachteilig sind sowohl die hohen Kosten und das mögliche Totalversagen des Ausbaus.

### Beton
Beim Ausbau mit Beton unterscheidet man den Ausbau mit Fertigbetonteilen, sogenannten Tübbingen, und den Spritzbetonausbau (→Neue Österreichische Tunnelbaumethode#Sichern). Der Spritzbetonausbau wird im Nass- oder Trockenspritzverfahren auf die Firste oder die Stöße aufgebracht und erhärtet dort. Dies bewirkt die Ertüchtigung des Gebirges, indem eine Verwitterung weitestgehend verhindert wird. Weiter hat die Spritzbetonschale auch eine Stützwirkung. Diese Ausbauart wird vor Ort mit dem Ankerausbau kombiniert, wobei die angeankerten Geflechte als Bewehrung für den Beton dienen.

## Verfahren

### Stützausbau

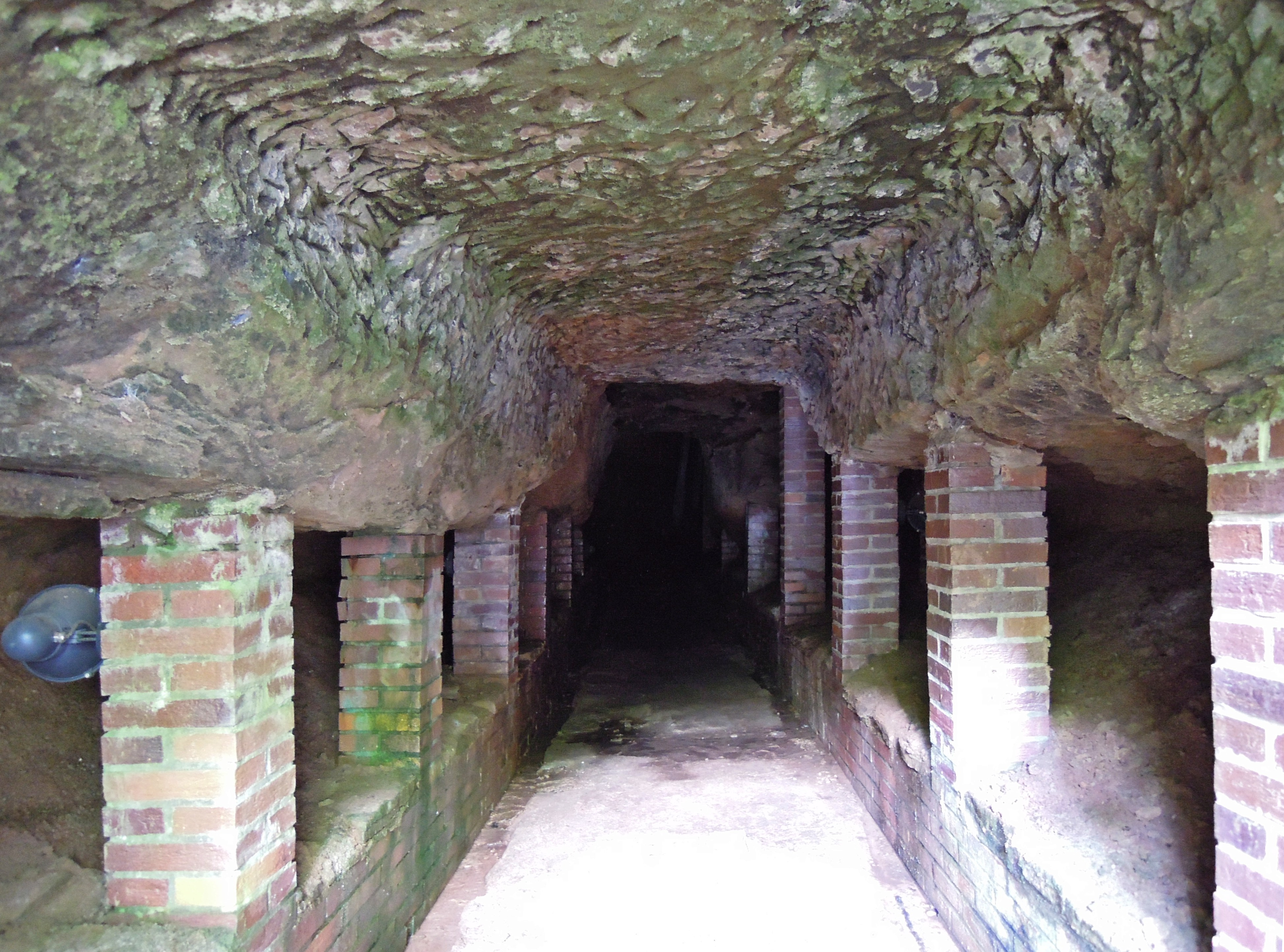
Gemauerte Stützpfeiler in einem Stollen

Beim Stützausbau wird weiter unterschieden in starren, gelenkigen, nachgiebigen und gelenkig-nachgiebigen Ausbau.
- Der starre Ausbau finden hauptsächlich in Bereichen Anwendung, wo keine Querschnittsveränderung oder -einengung des Grubenbaues erfolgen soll oder wo nur wenig Gebirgsdruck erwartet wird.[3] Dies betrifft in der Regel Hauptstrecken, Füllorte und Kavernen wie Werkstätten o. ä. Eingesetzt werden hölzerne Bauelemente (Türstock), bogenförmige Stahlbauelemente (Bogenausbau) oder Mauerwerk.[2]
- Der gelenkige Ausbau reagiert auf Gebirgsbewegungen durch Ausweichen und Verformung des Querschnittes, ohne dabei das Lichtraumprofil zu verringern.
- Der nachgiebige Ausbau (z. B. Gleitbogenausbau) weicht Belastungen aus dem Gebirge durch Ineinanderschieben der Ausbauelemente aus und vermeidet dadurch hohe Spannungen auf dem Ausbaumaterial.[1] Der Nachteil liegt in der Querschnittseinengung, die bis zum Verlust der Befahrbarkeit der Strecke führen kann.

### Ankerausbau
Das Prinzip Ankerausbau beruht auf der Verbindung von Gebirgsschichten, so dass um den zu sichernden Hohlraum ein Gebirgspaket entsteht, das größere Widerstände aufweist als die Einzelschichten. Insoweit stellt der Ankerausbau eine Ertüchtigung des Gebirges dar. Eingesetzt werden verschiedene Ankertypen, je nach Einsatzort, Belastung und Zweck. Diese können mit Verzugsmatten oder anderen Geflechten kombiniert werden. Ankerausbau hat den Vorteil, dass er schnell hergestellt und vollmechanisch eingebracht werden kann. Er ist nicht brennbar und es entstehen nur geringe Transportkosten. Allerdings ist der Arbeitsaufwand beim Einbringen hoch und er ist nicht wiederverwertbar. Außerdem ist das Anschlagen von Materialien und Hubgeräten nur bedingt möglich und der Ankerausbau lässt sich nicht bei allen Gebirgsverhältnissen einsetzen.

## Planung und Auswahl
Bei der Auswahl des Ausbaus müssen vom planenden Ingenieur mehrere Punkte beachtet werden. Insbesondere muss der zu erwartende Gebirgsdruck berücksichtigt werden. Auch die mit dem Gebirgsdruck verbundenen Gebirgsbewegungen haben einen Einfluss auf die Auswahl des Ausbaus. Die zu stützende Fläche und die erforderliche Standzeit des Ausbaus sind weitere Faktoren, die der Ausbauingenieur berücksichtigen muss. Bei den Planungen muss auch die Zeitspanne berücksichtigt werden, die zwischen der Auffahrung des Grubenbaues und der Einbringung des Ausbaus verstreicht. Ob ein starrer oder nachgiebiger Ausbau eingebaut wird, hängt von den örtlichen Verhältnissen ab. Insbesondere haben hier die Art des Hangenden, das Einfallen sowie im Abbaubereich das Abbauverfahren einen Einfluss auf die Auswahl des Ausbaus. Alle diese Faktoren entscheiden, welches Ausbaumaterial, welche Ausbauart und welche Ausbaudichte eingesetzt werden.